# Gobiops
Gobiops — викопний рід темноспондилів із середньоюрських і пізньоюрських азійських порід. Один з останніх відомих темноспондилів і останній відомий брахіопід. Цікаво, що цю прісноводну м‘ясоїдну амфібію, так само як і вимерлого дещо раніше Sinobrachyops, було знайдено в тих самих породах, що й прісноводних крокодиломорф, оскільки виживання сестринської групи Brachyopidae, Chigutisauridae, до крейди пояснювали неспроможністю крокодилів пристосуватися до тогочасного австралійського клімату, а її вимирання — з появою цих рептилій на далекому півдні.
Так само в Азії було знайдено фрагментарні рештки темноспондилів, описані як новий вид капітозавра, Ferganobatrachus riabinini. В пізніших дослідженнях, однак, його віднесення до цієї групи було поставлено під сумнів на користь брахіопоїдів, і, зрештою, цей матеріал було визнано ідентичним такому гобіопса. Це могло зробити Ferganobatrachus старшим синонімом Gobiops, однак, першого засновано на занадто фрагментарному матеріалі для родової ідентифікації, й однозначно стверджувати дослідники готові лиш те, що рештки описані під цими іменами належать принаймні близько спорідненим брахіопідам.